# Người Cơ Tu
Người Cơ Tu (còn gọi là người Ka Tu, Gao, Hạ, Phương, Ca-tang) là một dân tộc sống ở Miền Trung (Việt Nam) và Hạ Lào. Dân số người Cơ Tu có khoảng trên 103 nghìn người. Tại Việt Nam người Cơ Tu là một trong số 54 dân tộc tại Việt Nam.
Người Cơ Tu nói tiếng Cơ Tu, một ngôn ngữ thuộc ngữ tộc Môn-Khmer trong ngữ hệ Nam Á, được Joshua Project phân loại thành Cơ Tu Đông (Eastern Katu) và Cơ Tu Tây (Western Katu), bao gồm các ngôn ngữ khác như Katang, Pa Kô, Tà Ôi Thượng... Có các nhánh như Cơ Tu Thượng (Katu Dh'riu) tại Lào, Cơ Tu Trung (Katu Nal), Cơ Tu Hạ (Katu Phuong) nói Tiếng Phuong và nhánh Ca Tang tại Nam Giang. Tại Lào theo Joshua Project năm 2019 có 29,000 người.

## Dân số và địa bàn cư trú

### Tại Việt Nam
Tại Việt Nam, theo Tổng điều tra dân số và nhà ở năm 2019, người Cơ Tu ở Việt Nam có dân số 74.173 người, cư trú chủ yếu tại các huyện Đông Giang, Tây Giang, huyện Nam Giang tỉnh Quảng Nam (55.091 người, chiếm 74,2% tổng số người Cơ Tu tại Việt Nam). Có 16.719 người Cơ Tu tại  Thành phố Huế, chiếm 23,8% tổng số người Cơ Tu tại Việt Nam, chủ yếu ở các huyện Phú Lộc và A Lưới. Tại TP Đà Nẵng có khoảng 1,250 người, sinh sống ở ba thôn: Tà Lang, Giàn Bí thuộc xã Hòa Bắc và thôn Phú Túc, xã Hòa Phú, huyện Hòa Vang. Ngày nay, nhiều người trẻ Cơ tu đã tìm các cơ hội học tập và việc làm ở các thành phố lớn. Một số người Cơ tu đã ra nước ngoài học tập và tốt nghiệp với bằng tiến sĩ, tiêu biểu là TS. Alăng Thớ, người Cơ tu đầu tiên tốt nghiệp tiến sĩ từ Học viện Công nghệ Hoàng gia Melbourne, Úc Châu.

### Tại Lào
Tại Lào, theo Ethnologue thì năm 1998 dân tộc này có 14.700 người, cư trú chủ yếu tại thượng nguồn sông Xê Kông, trong các tỉnh Xekong, Saravan, Champasak.

## Kinh tế
Người Cơ Tu trồng cây lương thực theo lối phát rừng làm rẫy, thu hái các lâm thổ sản. Công cụ lao động khá nghèo nàn như rìu, dao, gậy chọc lỗ tra hạt. Các hoạt động kinh tế khác gồm có chăn nuôi, dệt, đan lát, hái lượm, đánh cá, săn bắn và trao đổi hàng hóa theo cách vật đổi vật. Trong năm chỉ có đúng 1 mùa làm rẫy, gieo vào tháng 3-4 và gặt vào tháng 10-11. Cây lương thực chủ yếu là lúa, ngô, sắn.

## Văn hóa - Nhà cửa
Lễ hội đâm trâu hàng năm thường diễn ra trước mùa tỉa lúa, dựng lều giữa sân. Khi mặt trời ló dạng bắt đầu thủ tục cúng Giàng và các vị thần linh, hòa tấu khúc nhạc cúng từ nhạc cụ. Mọi người cùng nhau nhảy múa chung quanh con trâu, một người được cho là có công cho làng cho trâu uống nước. Đánh dấu điểm đâm, thịt trâu được chia cho cả làng cùng nhau nướng ăn.
Trong làng người Cơ Tu, các nếp nhà sàn tạo dựng theo hình vành khuyên hoặc gần giống thế. Ngôi nhà rông cao, to, đẹp, hơn cả là nơi tiếp khách chung, hội họp, cúng tế, tụ tập chuyện trò vui chơi.

## Trang phục

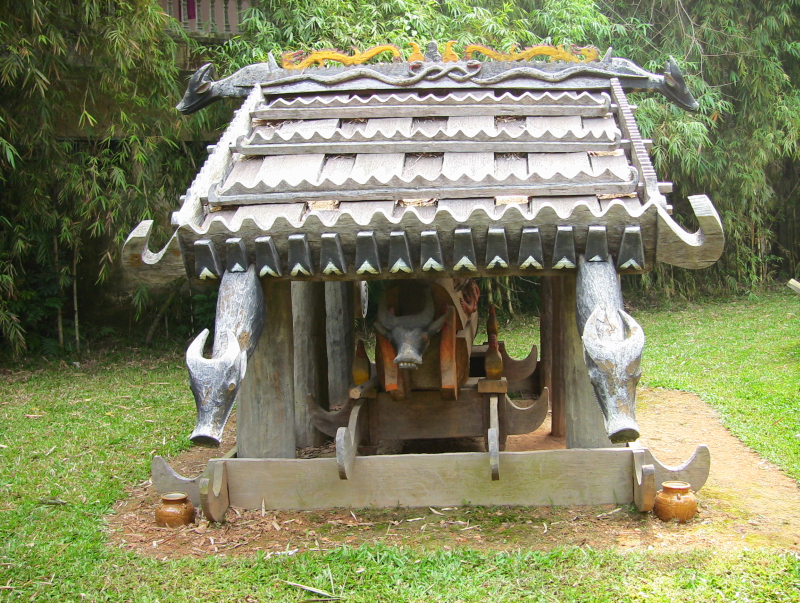
Nhà mồ pinh blâng của người Cơ Tu ở Quảng Nam được phục dựng tại Bảo tàng Dân tộc học.

Có cá tính riêng trong tạo hình và trang trí trang phục, khác các tộc người khác trong khu vực, nhất là trang phục nữ. Nam giới người Cơ Tu đóng khố, ở trần, đầu hoặc vấn khăn hoặc để tóc ngắn bình thường. Khố có các loại bình thường (không trang trí hoa văn và ít màu sắc), loại dùng trong lễ hội dài rộng về kích thước và trang trí đẹp với màu sắc và hoa văn trên nền chàm. Mùa rét, họ khoác thêm tấm choàng dài hai, ba sải tay. Tấm choàng màu chàm và được trang trí hoa văn theo nguyên tắc bố cục dải băng truyền thống với các màu trắng đỏ, xanh. Người ta mang tấm choàng có nhiều cách: hoặc là quấn chéo qua vai trái xuống hông và nách phải, thành vài vòng rồi buông thõng xuống trùm quá gối. Lối khoác này tay và nách phải ở trên, tay và vai trái ở dưới hoặc quấn thành vòng rộng từ cổ xuống bụng, hoặc theo kiểu dấu nhân trước ngực vòng ra thân sau.
Phụ nữ Cơ Tu để tóc dài búi ra sau gáy, hoặc thả buông. Xưa họ để trần chỉ buộc một miếng vải như chiếc yếm che ngực. Họ mặc váy ngắn đến đầu gối, màu lanh khoác thêm tấm chăn. Họ thường mặc áo chui đầu khoét cổ, thân ngắn tay cộc. Về kỹ thuật đây có thể là một trong những loại áo giản đơn nhất (trừ loại áo choàng chỉ là tấm vải). Áo loại này chỉ là hai miếng vải khổ hẹp gập đôi, khâu sườn và trừ chỗ tiếp giáp phía trên làm cổ. Khi mặc cổ xòe ra hai vai thoạt tưởng như áo cộc tay ngắn. Áo được trang trí ở vai, ngực, sườn, gấu, với các màu đỏ, trắng trên nền chàm. Váy ngắn cũng được cấu tạo tương tự như vậy: theo lối ghép hai miếng vải khổ hẹp gập lại thành hình ống.
Họ ưa mang các đồ trang sức như vòng cổ, vòng tay đồng hồ (mỗi người có khi mang tới 5,6 cái), khuyên tai bằng gỗ, xương, hay đồng xu, vòng cổ bằng đồng, sắt cũng như các chuỗi hạt cườm, vỏ sò, mã não.. Nhiều người còn đội trên đầu vòng tre có kết nút hoặc những vòng dây rừng trắng (rơnơk) và cắm một số loại lông chim. Một vài vùng có trục cưa răng cho nam nữ đến tuổi trưởng thành khi đó làm tổ chức lễ đâm trâu. Ngoài ra người Cơ Tu còn có tục xăm mình, xăm mặt. Đồ trang sức phổ biến là vòng tay, vòng cổ, khuyên tai. Các phong tục xăm mặt, xăm mình, cưa răng, đàn ông búi tóc sau gáy đã dần được loại bỏ.